# Doprava v Liberci

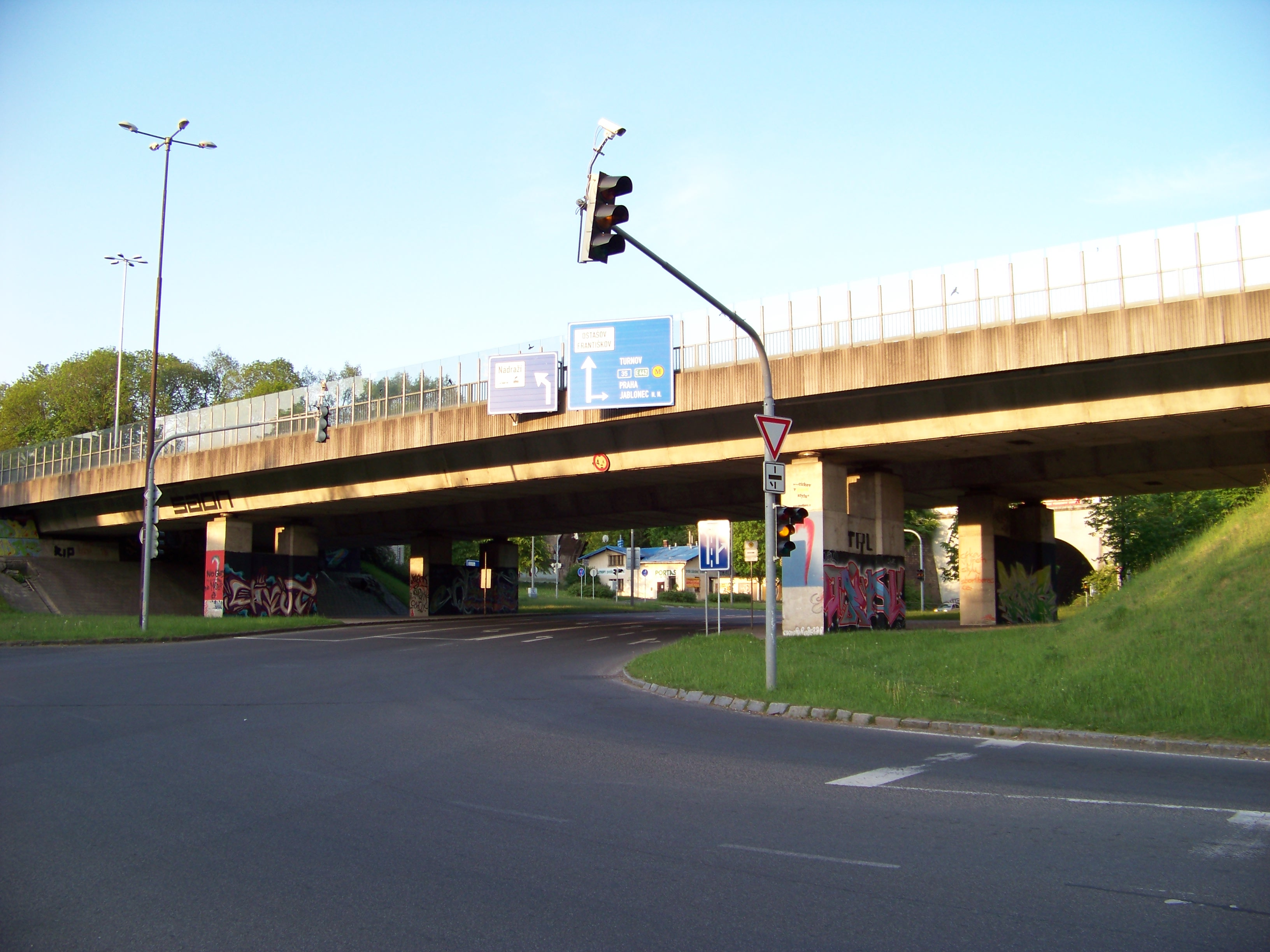
Ulice Žitavská, most silnice I/35

Doprava v Liberci je systém tvořený městskou hromadnou, železniční a silniční, případně ostatními druhy dopravy.
První významné dopravní napojení získal Liberec v roce 1859 při otevření železničních tratí do Pardubic a Žitavy.
Dnes mohou lidé využít zejména možnosti městské hromadné dopravy (tramvajové i autobusové). Z Liberce vychází také pět železničních tratí a prochází jím i několik silnicí I. třídy. Na území města najdeme pět lanových drah a malé letiště. Cyklistika je propagována formou systému sdílení kol.

## Městská hromadná doprava
Městská hromadná doprava je v Liberci provozována Dopravním podnikem měst Liberce a Jablonce nad Nisou a je zapojena do Integrovaného dopravního systému Libereckého kraje.
Jejím centrem je terminál ve Fügnerově ulici.

### Tramvajová

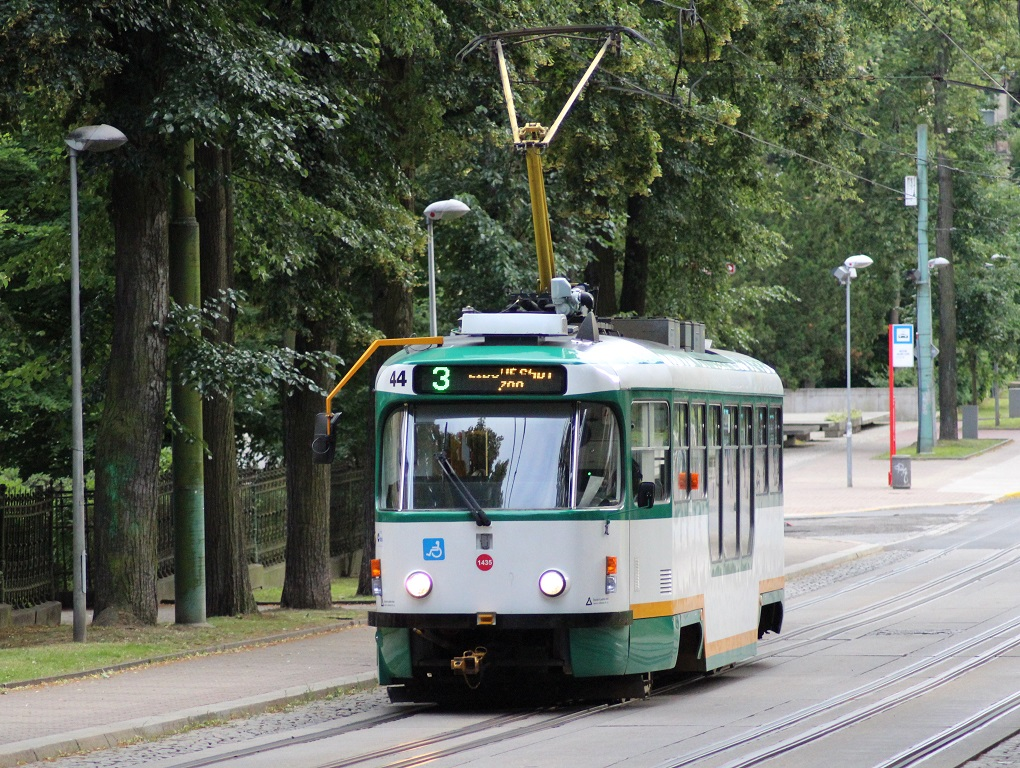
Tatra T3R.SLF na Masarykově třídě

Tramvaje o rozchodu 1000 mm ve městě začaly jezdit v srpnu 1897, a to na trati Nádraží–Městský lesík. V roce 1955 byla do Liberce dovedena meziměstská trať z Jablonce nad Nisou. V 90. letech bylo zahájeno postupné přerozchodování na standardní rozchod 1435 mm, které probíhá postupně dosud. V Liberci jsou proto v provozu tramvaje dvou rozchodů, část sítě je realizována tzv. kolejovou splítkou. Na městské trati již jezdí pouze vozy s podvozky standardního rozchodu, na meziměstské pak ještě s podvozky úzkého rozchodu.
V roce 2018 byly v pravidelném provozu 4 tramvajové linky, na městské trati č. 2 a 3, na meziměstské č. 5 a 11. Občas se do ulic vydávají i historické linky č. 1 a 4. V minulosti byla doprava provozována i na tratích do Rochlic a Růžodolu I, ty byly ovšem na počátku 60. let zrušeny. Do budoucna se počítá s obnovou rochlické trati.
Ve vozovém parku převládají různé modifikace tramvají T3, dále je zde zastoupen jeden vůz EVO2. Tramvaje vypravuje vozovna Mrštíkova.

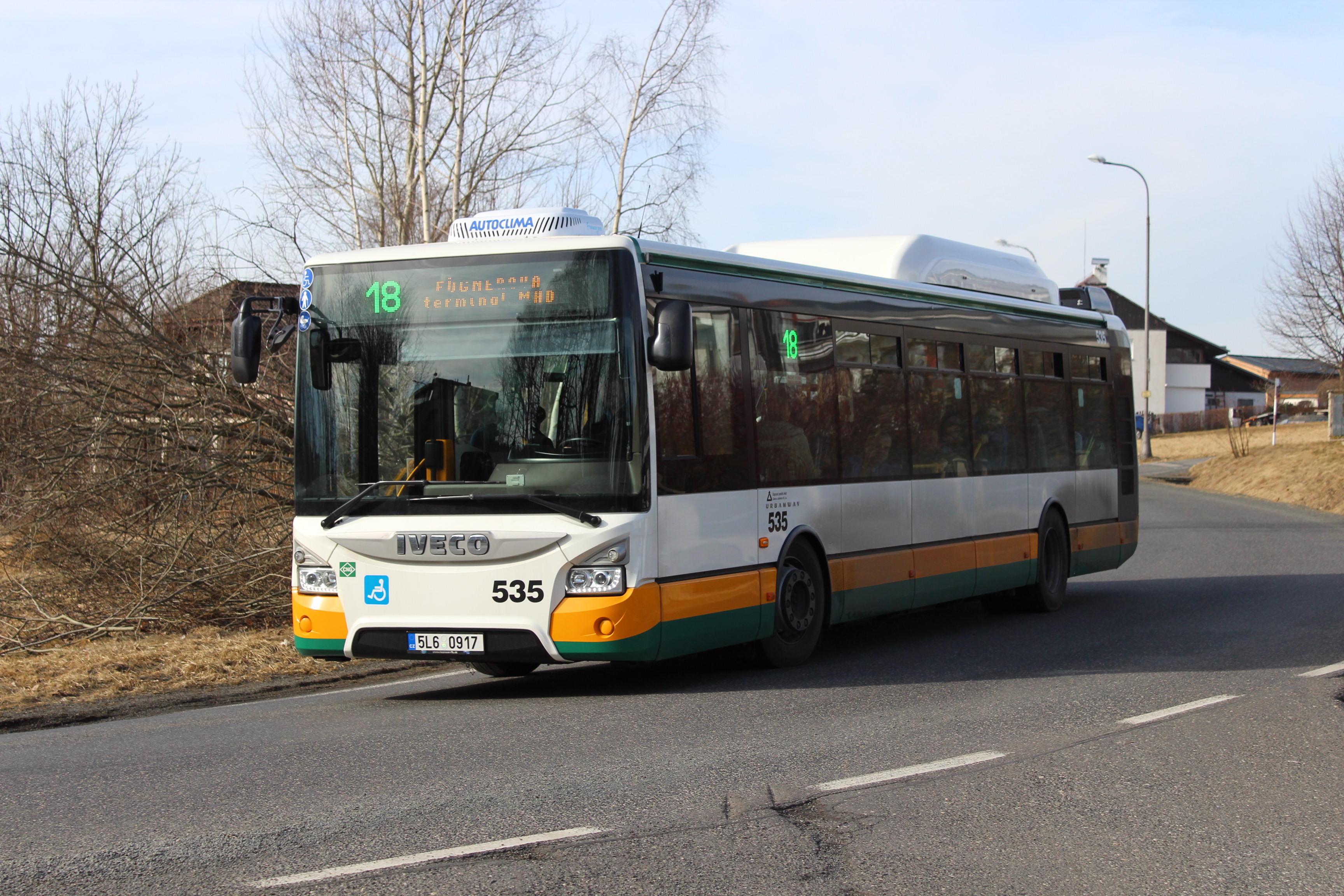
Iveco Urbanway 12M CNG v Liberci

### Autobusová
Autobusy začaly v Liberci jezdit v roce 1927. První linka vedla od radnice do Ruprechtic.
V současné době provozuje dopravní podnik autobusy sám, v minulosti mu však vypomáhalo několik subdodavatelů. Mezi lety 1994 a 2004 jím byl dopravce Ivan Pacák, mezi lety 2001 a 2008 také ČSAD Liberec. Nejkontroverznější byla subdodávka semilské firmy BusLine realizovaná v letech 2009 (uzavření smlouvy) až 2019.
Linky MHD zajíždějí nejen do okrajových částí, ale i do blízkého okolí města. V říjnu 2018 jich bylo v provozu celkem 45, z toho 10 školních, 6 nočních a 2 nákupní.
V provozním vozovém parku dopravního podniku se nachází Irisbus Citelis 12M, ojeté Iveco Crossway LE 12M z Brna, Iveco Urbanway 12M, ojeté Mercedes-Benz Citaro a Citaro G z německého Schwerinu, Solaris Urbino 10, Solaris Urbino 12, Solaris Urbino 18, SOR NS 12, SOR NS 18. Vozy jsou vypravovány z garáže ve Vilové ulici.

## Železniční doprava

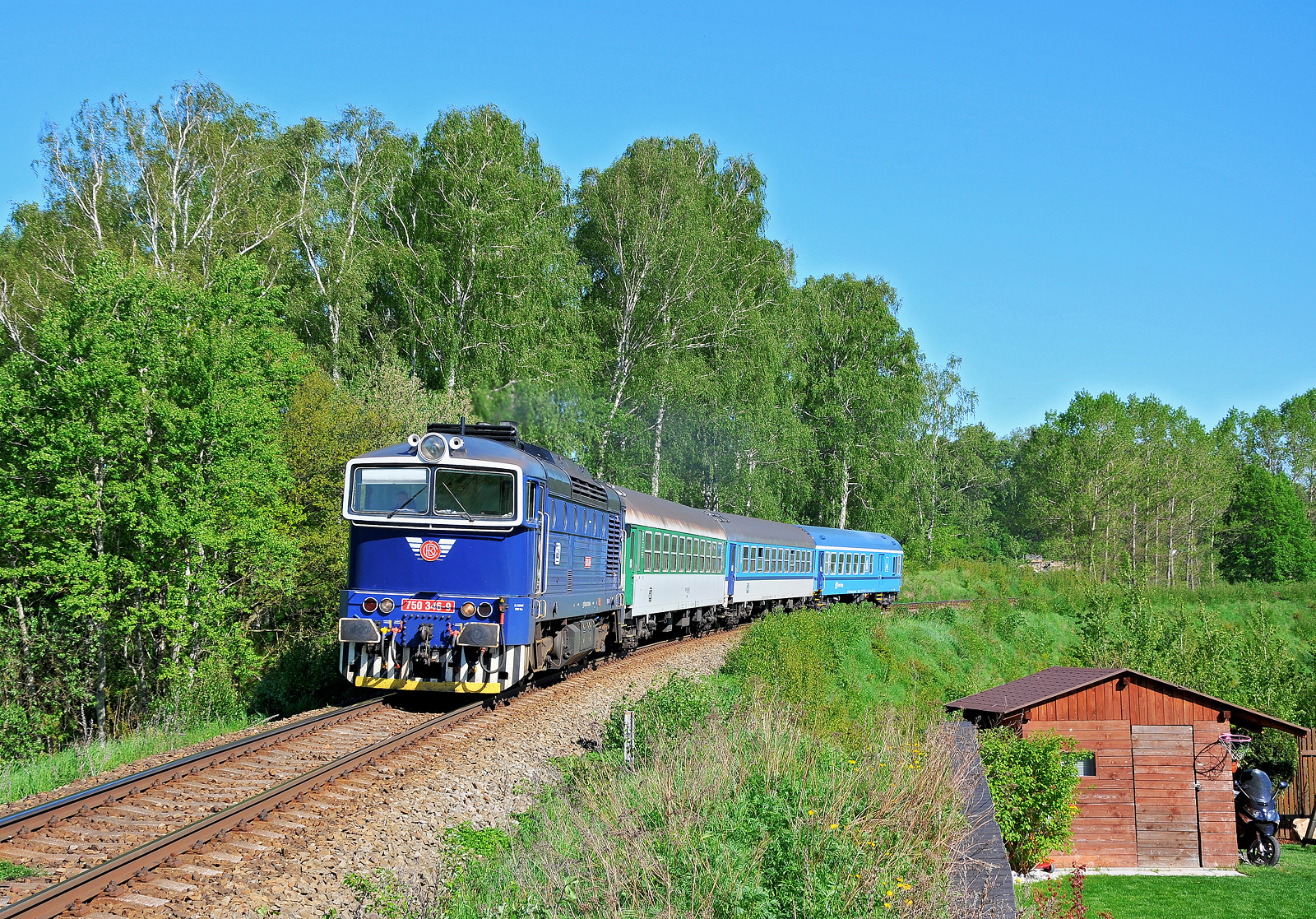
Vlak u zastávky Krásná Studánka

Železnice byla do Liberce dovedena v roce 1859 při otevření tratí do Pardubic a Žitavy.
Liberec má přímé rychlíkové spojení do Děčína a Ústí nad Labem nebo Hradce Králové a Pardubic; spojení do Prahy je špatné a nemůže konkurovat silničnímu. Spěšné vlaky spojují Liberec se saskými Drážďany.
Centrální městskou stanicí je nádraží s názvem Liberec. Dále se na území města nachází stanice Liberec-Horní Růžodol, Karlov pod Ještědem a Vesec u Liberce a zastávky Krásná Studánka, Liberec-Rochlice, Machnín, Machnín hrad, Ostašov, Pilínkov a Vratislavice nad Nisou.
Z centrální stanice vychází 5 neelektrifikovaných jednokolejných tratí, z toho 4 úseky celostátní dráhy a 1 regionální dráha (036):
- 030 Liberec – Turnov – Stará Paka – Jaroměř
- 036 Liberec – Jablonec nad Nisou – Tanvald – Harrachov
- 037 Liberec – Frýdlant – Černousy
- 086 Liberec – Česká Lípa
- 089 Liberec – Hrádek nad Nisou – Žitava (Zittau) – Varnsdorf – Rybniště

Pravidelné osobní vlaky jsou provozovány společnostmi České dráhy, ARRIVA vlaky a Die Länderbahn a jsou zapojeny do Integrovaného dopravního systému Libereckého kraje, který je sdružuje do linek označených písmenem L a příslušným číslem.

## Silniční doprava

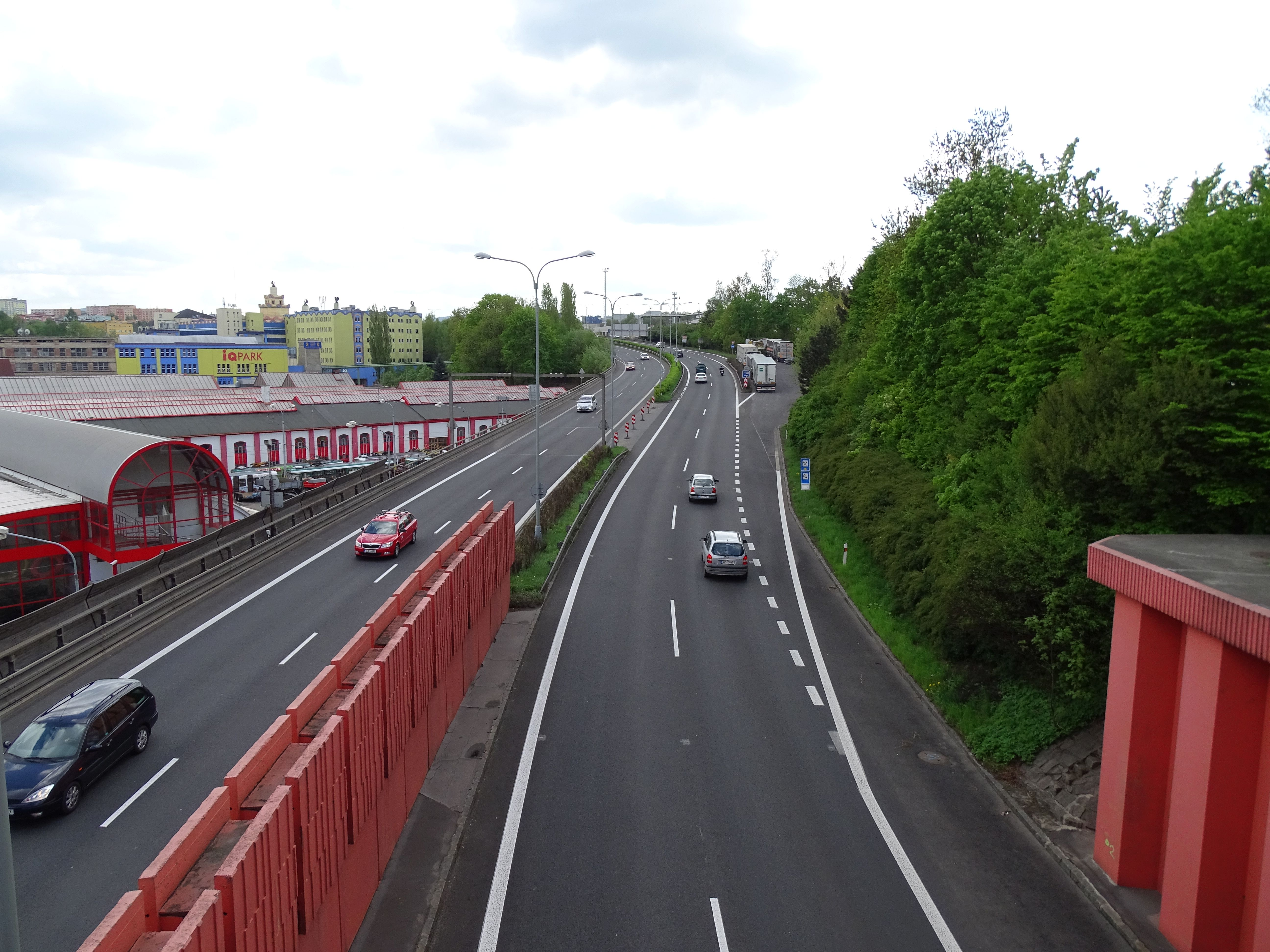
Silnice I/35 u jižního vyústění Libereckého tunelu

Silniční síť na Liberecku tvoří zejména silnice I/35 (E442) tvořící průtah městem, na kterou v Turnově navazuje dálnice D10 na Prahu. Z této silnice odbočuje v Rochlicích silnice I/14 do Jablonce nad Nisou, Tanvaldu, Trutnova a Ústí nad Orlicí. Další silnice míří do Frýdlantu, Hrádku nad Nisou a německé Žitavy, Ústí nad Labem a Nového Boru.

### Příměstská a dálková autobusová doprava
Velkou část příměstských a meziměstských autobusových spojů v okolí zajišťuje společnost ČSAD Liberec většinově vlastněná krajskou společností Autobusy LK.
Mezi Libercem a Prahou provozují expresní linky dopravci RegioJet a FlixBus.
Ve městě se nedaleko centrální železniční stanice nachází i autobusové nádraží Liberec, které provozuje společnost s ručením omezeným ANL. Z tohoto nádraží vyjíždí většina příměstských a dálkových spojů.

## Ostatní druhy dopravy

### Letecká
V Růžodolu I na západě Liberce je nevelké mezinárodní letiště Liberec se zhruba kilometr dlouhou travnatou dráhou, které používá místní Aeroklub Liberec a Letecká záchranná služba.

### Lanová

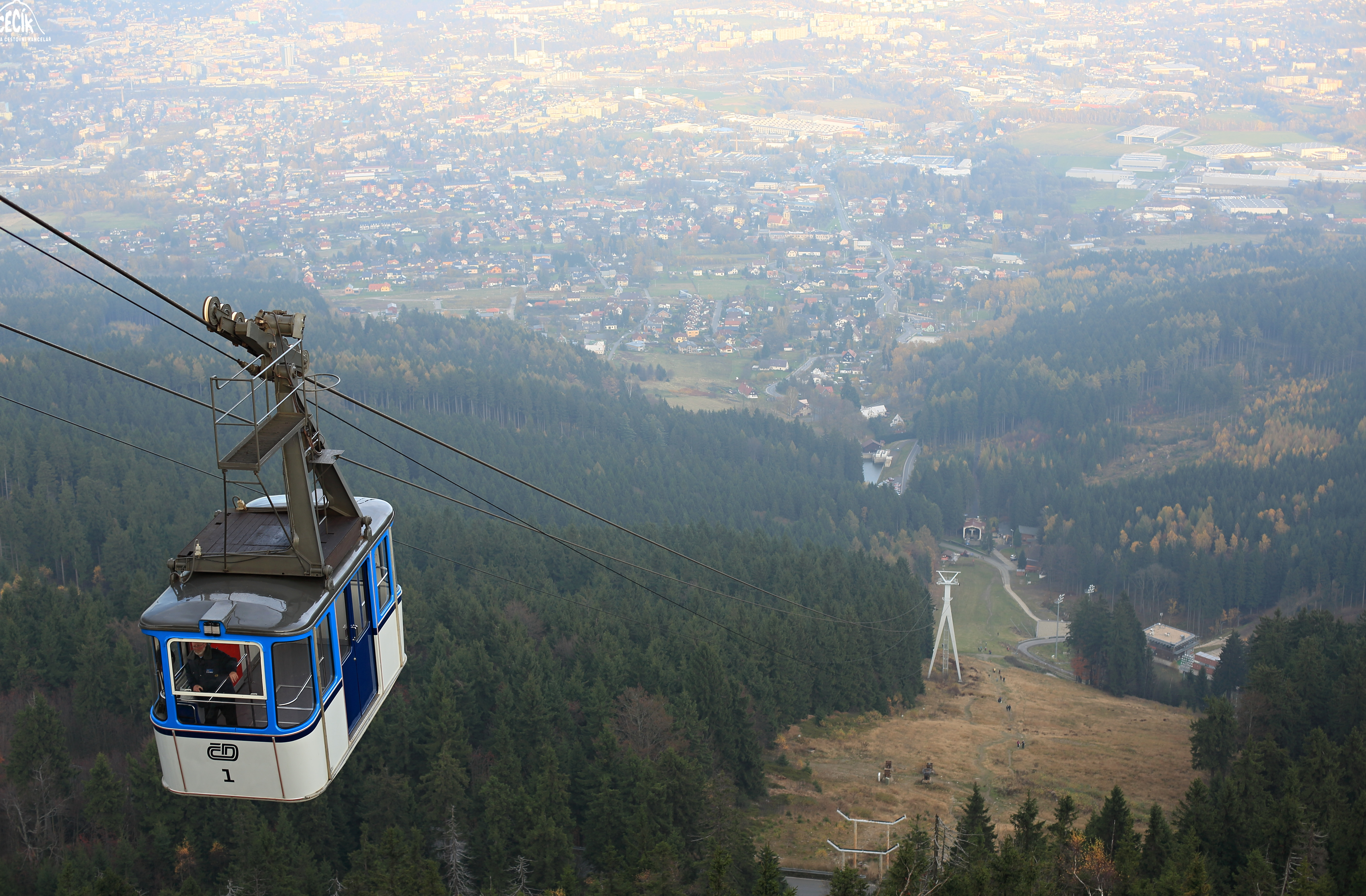
Lanová dráha na Ještěd

V roce 1933 byla zprovozněna kabinová lanová dráha na Ještěd dlouhá 1188 m s převýšením 402 m, jejíž dolní stanice se nachází v libereckém Horním Hanychově nedaleko konečné stanice tramvaje. Až do pádu její kabiny na podzim 2021 ji provozovaly České dráhy. K roku 2024 se chystá obnovení lanovky, přesná varianta (kyvadlová, oběžná, „tramvaj na lanech“) však není známa. Lanovou dráhu by od ČD mělo zakoupit město Liberec. Další čtyři lanovky v oblasti Ještědu provozují soukromé společnosti. Jen sedačková lanová dráha Liberec – Skalka (otevřená 2006) ale je v provozu i v letní sezóně, ostatní slouží pouze lyžařům.